# Vårgökbi
Vårgökbi (Nomada ferruginata) är en biart som först beskrevs av Carl von Linné 1767. Den ingår i släktet gökbin och familjen långtungebin. Inga underarter finns listade i Catalogue of Life.

## Beskrivning
Vårgökbiet är ett avlångt bi med svart grundfärg på huvud och mellankropp. Den senare har gula och röda markeringar. Skulderhörnen är gula, mest tydligt hos honan. Hanen har en gul mask kring mundelarna. Bakkroppen är röd; på sidorna av tergiterna 2 och 3 har hanen stora gula fläckar; de bakre tergiterna har även de gula fläckar eller tvärband. Honan har endast obetydliga gula fläckar på bakkroppen, eller saknar sådana helt. Kroppslängden är 8 till 10 mm.

## Ekologi
Vårgökbiet bygger inga egna bon, utan larven lever som boparasit hos vårsandbi och enligt vissa auktoriteter även krusbärssandbi, där den dödar ägget eller larven och lever på det insamlade matförrådet. Arten håller till i habitat som ängsmark, parker, trädgårdar, hedar, sandtäkter, buskmark, skogsbryn, lövträdsdungar, ruderat (gärna nära vatten), flodstränder och dikesrenar. Den flyger mellan mars och maj (i norra delen av utbredningsområdet endast mellan april och maj), och besöker blommande växter som tussilago, maskros, videarter och svalört.

## Utbredning
Arten är endemisk för Europa där det förekommer i de norra och centrala delarna, söderut till Frankrike och Italien (men inte på Iberiska halvön), och västerut till södra England (med ett mindre antal fynd från norra England och Skottland före 1980). I Sverige finns arten i Skåne, Halland och på Gotland. I Finland har ett drygt 40-tal fynd gjorts längs sydkusten, samt ett mindre antal observationer i Egentliga Tavastland och Norra Österbotten.

## Status
Internationellt är vårgökbiet klassificerat som livskraftigt ("LC") och populationen är stabil. I Sverige är det också klassificerat som livskraftigt, och populationen är stabil, eventuellt ökande. Även i Finland är arten klassificerad som livskraftig.